# Ferddy Roca
Ferddy Andrés Roca Vivancos, noto semplicemente come Ferddy Roca (24 marzo 2000), è un calciatore boliviano, attaccante del Nueva Santa Cruz.

## Carriera

### Club
Cresciuto nel settore giovanile dell'Oriente Petrolero, ha debuttato in prima squadra il 14 settembre 2016 disputando l'incontro di Primera División boliviana pareggiato 1-1 contro il Bolívar.

### Nazionale
Ha giocato nella nazionale boliviana Under-17, con la quale nel 2017 ha anche preso parte al campionato sudamericano di categoria.

## Statistiche
Statistiche aggiornate al 10 marzo 2020.

### Presenze e reti nei club
| Stagione        | Squadra           | Campionato      | Campionato | Campionato | Coppe nazionali | Coppe nazionali | Coppe nazionali | Coppe continentali | Coppe continentali | Coppe continentali | Altre coppe | Altre coppe | Altre coppe | Totale | Totale | Totale |
| Stagione        | Squadra           | Comp            | Pres       | Reti       | Comp            | Pres            | Reti            | Comp               | Pres               | Reti               | Comp        | Pres        | Reti        | Pres   | Reti   |        |
| --------------- | ----------------- | --------------- | ---------- | ---------- | --------------- | --------------- | --------------- | ------------------ | ------------------ | ------------------ | ----------- | ----------- | ----------- | ------ | ------ | ------ |
| 2016-2017       | Oriente Petrolero | LFPB            | 9          | 0          |                 | -               | -               | CS                 | 0                  | 0                  |             | -           | -           | 9      | 0      |        |
| 2018            | Oriente Petrolero | LFPB            | 6          | 0          |                 | -               | -               | CL                 | 0                  | 0                  |             | -           | -           | 6      | 0      |        |
| 2019            | Oriente Petrolero | LFPB            | 13         | 3          |                 | -               | -               | CS                 | 0                  | 0                  |             | -           | -           | 13     | 3      |        |
| 2020            | Oriente Petrolero | LFPB            | 3          | 1          |                 | -               | -               | CS                 | 0                  | 0                  |             | -           | -           | 3      | 1      |        |
| Totale carriera | Totale carriera   | Totale carriera | 31         | 4          |                 | -               | -               |                    | 0                  | 0                  |             | -           | -           | 31     | 4      |        |